# Johann Christoph Friedrich GutsMuths
Johann Christoph Friedrich GutsMuths (ur. 9 sierpnia 1759 w Quedlinburgu, zm. 21 maja 1839 w Ibenhain bei Schnepfenthal) – pedagog niemiecki, nauczyciel geografii i gimnastyki. Jako pierwszy wprowadził do programu szkolnego systematyczne ćwiczenia fizyczne. 

## Życiorys
Johann Christoph Friedrich GutsMuths urodził się 9 sierpnia 1759 roku w Quedlinburgu . W 1770 roku rozpoczął naukę w liceum w Quedlinburgu . W 1773 roku  został nauczycielem Carla Rittera (1759–1839), późniejszego współtwórcy nowożytnej geografii . Interesował się pedagogiką, studiował prace Johannesa Bernharda Basedowa (1724–1790) i Jean-Jacques'a Rousseau (1712–1778) . 
W latach 1779–1782 studiował teologię w Halle i uczęszczał na wykłady z pedagogiki prowadzone przez Ernsta Christiana Trappa (1745–1818) . W 1782 roku ponownie został nauczycielem Rittera, który trzy lata później wraz z bratem rozpoczął naukę w Philanthropinum w Schnepfenthal, gdzie GutsMuths został zatrudniony jako nauczyciel . Nauczał tam geografii, języka francuskiego, gimnastyki i pływania . 
Zajmował się zagadnieniami edukacji, a z czasem kwestiami aktywności fizycznej w pracy nauczyciela gimnastyki, zbierając i opracowując ćwiczenia gimnastyczne . W 1793 roku wydał pracę Gymnastik für die Jugend ze zbiorem ćwiczeń fizycznych, która została przetłumaczona na 
duński, angielski, francuski, holenderski, włoski i grecki . Następnie opublikował prace na temat gier i zabaw (1796) oraz pływania (1798), które również cieszyły się wielkim zainteresowaniem . Zajmował się także zagadnieniami nauczana geografii, walcząc z utartymi metodami zorientowanymi na nauczanie granic państwowych i propagując bardziej kompleksowe nauczanie . Od 1800 roku był redaktorem pisma Bibliothek für Pädagogik, Schulwesen und die gesammte pädagogische Litteratur Deutschlands, które przez kolejne 20 lat ukazywało się pod różnymi tytułami . 
Największe zasługi GutsMuths ma na polu promocji wychowania fizycznego . Uznawany jest za jednego z najważniejszych pionierów i autorów ćwiczeń fizycznych w historii edukacji . 
GutsMuths zmarł 21 maja 1839 roku w Ibenhain bei Schnepfenthal .

## Publikacje
Wybór prac podany za Neue Deutsche Biographie :
- Gymnastik für die Jugend, 1793
- Spiele zur Übung und Erholung des Körpers und Geistes für die Jugend, ihre Erzieher und alle Freunde unschuldiger Jugendfreuden, 1796
- Kleines Lehrbuch der Schwimmkunst, 1798
- Spielalmanach für die Jugend, 1802
- Über vaterländische Erziehung, in: Bibliothek der Pädagogischen Literatur, 1814
- Turnbuch für die Söhne des Vaterlandes, 1817
- Lehrbuch der Geografie, Zum Gebrauch für Lehrer bei Unterricht,… und für Freunde der Geografie überhaupt, mit Rücksicht selbst auf die letzten, 1810–1813
- Kurzer Abriß der Erdbeschreibung als Leitfaden uund Memoirenbuch für Schulen, 1819
- Versuch einer Methodik des geografischen Unterrichts, 1835

W 1800 jego praca na temat wychowania fizycznego została przetłumaczona na angielski i wydana w Londynie pod tytułem Gymnastics for youth: or A practical guide to healthful and amusing exercises for the use of schools.